# Ciklopentán
A ciklopentán erősen gyúlékony aliciklusos szénhidrogén, képlete C5H10, CAS-száma 287-92-3. Az öt szénatomból álló gyűrűhöz hidrogénatomok kapcsolódnak alulról és felülről. Színtelen, benzinhez hasonló szagú folyadékként fordul elő. Olvadáspontja −94 °C, forráspontja 49 °C.

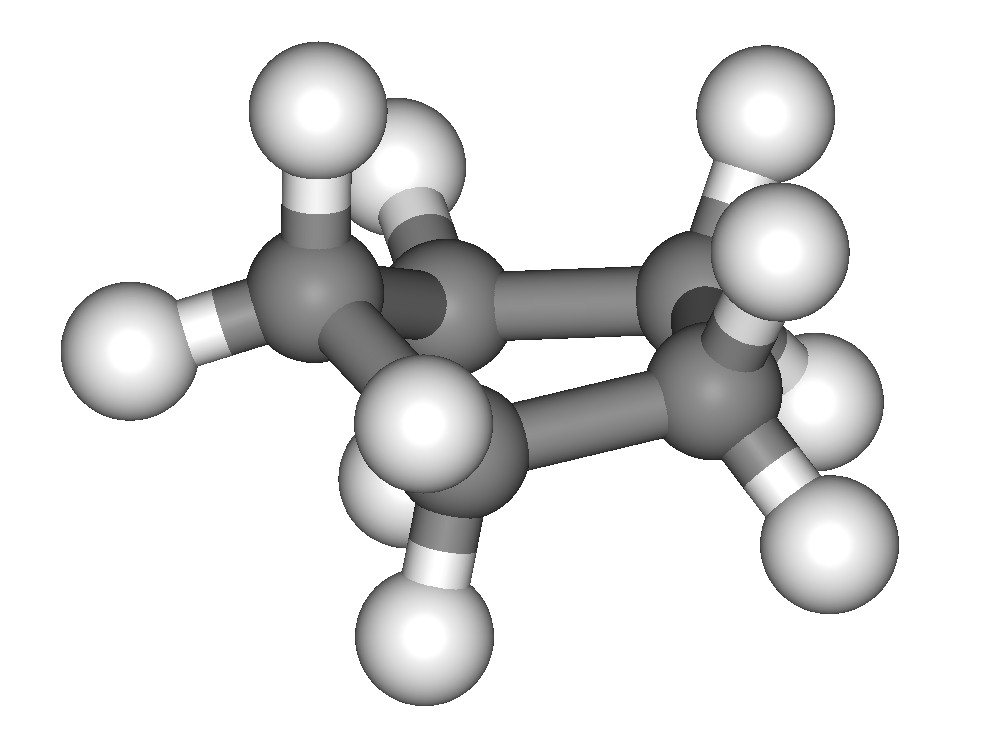
A ciklopentán jellemző struktúrája a „boríték” konformáció.

## Ipari használat
A ciklopentánt szintetikus műgyanták és gumiragasztók gyártása során használják és habosító anyag a poliuretán (PUR) szigetelőhab előállításánál, de megtalálható háztartási eszközökben is, mint a hűtőszekrények vagy fagyasztók, melyekben helyettesíti a környezetkárosító fluor-triklórmetánt (CFC-11) és 1-fluor-1,1-diklóretánt (HCFC-141b).
Fejlett technológiai eljárásokban, mint a számítógép merevlemezeinek és űreszközök gyártásakor többszörösen alkilezett ciklopentán (MAC) kenőanyagot alkalmaznak azok rendkívül alacsony illékonysága miatt.[forrás?]
Az Egyesült Államok évente több mint fél millió kilogrammot állít elő ebből a vegyületből.

## Tulajdonságai
Hármaspont
hőmérséklet 179,7 K, -93,5 °C
nyomás 8,854 Pa
szublimációs hő 42,6 kJ/mol
Fagyáspont
hőmérséklet 179,2 K, -93,95 °C
fagyáshő 4,9 kJ/mol
Forráspont
hőmérséklet 322,4 K, 49,25 °C
párolgáshő 28,8 kJ/mol
Kritikus pont
hőmérséklet 511,72 K, 238,57 °C
nyomás 4,5712 MPa127 J/mol
kompresszibilitás Z = 0,275
moláris térfogat 260 cm³/mol
A folyadék állandó nyomáson vett fajlagos hőkapacitása szobahőmérsékleten cp = 127 J/mol·K

A gőz állandó nyomáson vett fajlagos hőkapacitása szobahőmérsékleten: cp = 82,8 J/mol·K
Antoine állapotegyenlet:
{\displaystyle log_{10}p_{\mathrm {bar} }=4{,}00288-{\frac {1119{,}208}{T_{\mathrm {K} }-42{,}412}}} (288 K – 322 K között)

## Veszélyei
A ciklopentán gyúlékony, a levegővel alkotott keveréke robbanásveszélyes, szellőztetéssel, nyílt láng eltávolításával, védőruházattal kell védekezni. Bőrre, szembe, szájba kerülése, belégzése esetén ingerlő vagy irritáló hatású, vizes öblögetéssel, aktív szénszuszpenzió ivásával és friss levegő mély légzésével kell kezelni, majd orvoshoz kell fordulni.

## Előállítása
Cikloalkánokat elő lehet állítani katalitikus reformálással. A 2-metilbután például platina katalizátor felhasználásával ciklopentánná alakítható át. Ez különösen jól ismert a gépjárművek esetében, ugyanis az elágazó alkánok sokkal könnyebben elégnek, mint például a gyűrűs ciklopentán.

## Fordítás
- Ez a szócikk részben vagy egészben  a   cyclopentane című angol Wikipédia-szócikk fordításán alapul.  Az eredeti cikk szerkesztőit annak laptörténete sorolja fel. Ez a jelzés csupán a megfogalmazás eredetét és a szerzői jogokat jelzi, nem szolgál a cikkben szereplő információk forrásmegjelöléseként.